# ジョエル・ロブション
ジョエル・ロブション（仏: Joël Robuchon, 1945年4月7日 - 2018年8月6日）は、フランスのシェフ。ジョエル・ロビュションの表記もみられる。
世界で最も多くミシュランの星を持つ有名シェフとして知られている。2020年10月現在、11カ国13都市（パリ、東京、モナコ、ロンドン、上海、香港、マカオ、台北、ニューヨーク、マイアミ、ラスベガス、モントリオール、ドバイ）に同氏の名前を冠した店舗が存在しており、合計33個のミシュランの星を獲得している。

## 人物・生涯
ポワチエ出身。15歳で、ホテル「ルレ・ド・ポワチエ」の見習いシェフとしてキャリアをスタートさせた。その後セーヌ川の船上シェフを務めた。28歳で「コンコルド・ラファエットホテル」の総料理長に就任、1976年にフランスの国家最優秀職人章（Meilleur Ouvrier de France, 略称MOF）の資格を取得。同年来日し、レストラン「ラ・ベル・エポック」で働く。
1981年には独立してレストラン「ジャマン」を開店。1982年にミシュラン1つ星、1983年にミシュラン2つ星、そして1984年には史上最短でミシュラン3つ星を獲得した。1994年に店名を「ジョエル・ロブション」へと改め、現在に至る。ロブションは、レストランガイド「ゴー・ミヨ」に「世紀のシェフ」として紹介された事でも知られている。1990年代以降はフランス国外とりわけ日本での活動が豊富で、日本のフレンチ業界に与えた影響も大きく、日本のメディアでは「フレンチの神様」や ｢フレンチの皇帝｣と称されることも多い。
1996年に現役を退くも、その味を愛してやまない人達からの熱烈な声に後押しされる形で2003年に料理人として現役復帰する。
2020年現在世界10カ国に店舗を持ち、ミシュランガイドにて総数33個の星を獲得しており、「世界一星を持つシェフ」としても知られている。日本国内では東京に9つの店舗を持ち、そのうちの「ガストロノミー ジョエル・ロブション（恵比寿ガーデンプレイス）」が三つ星、「ラ ターブル ドゥ ジョエル・ロブション（恵比寿ガーデンプレイス）」が二つ星、「ラトリエ ドゥ ジョエル・ロブション（六本木ヒルズ）」が一つ星を獲得している。
日本国内におけるジョエル・ロブションの代理店は株式会社ソニー・クリエイティブプロダクツが担い、日本国内におけるレストラン事業の運営は、ピザーラの親会社としても知られる株式会社フォーシーズが委託を受けている。
世界的には、東京、香港、マカオとミシュラン３つ星レストラン3軒の総料理長で、世界最多３つ星シェフ。
ドルドーニュ県でレストランを夫婦で経営する娘・ソフィーと、福岡在住の日本女性との間に生まれた息子・ルイがおり、ルイは2019年からジョエル・ロブション・グループの共同代表を務める傍ら、2024年3月にはショコラトリー「Eclat de Chocolat Louis Robuchon」を日本でオープンした。

### 略年譜

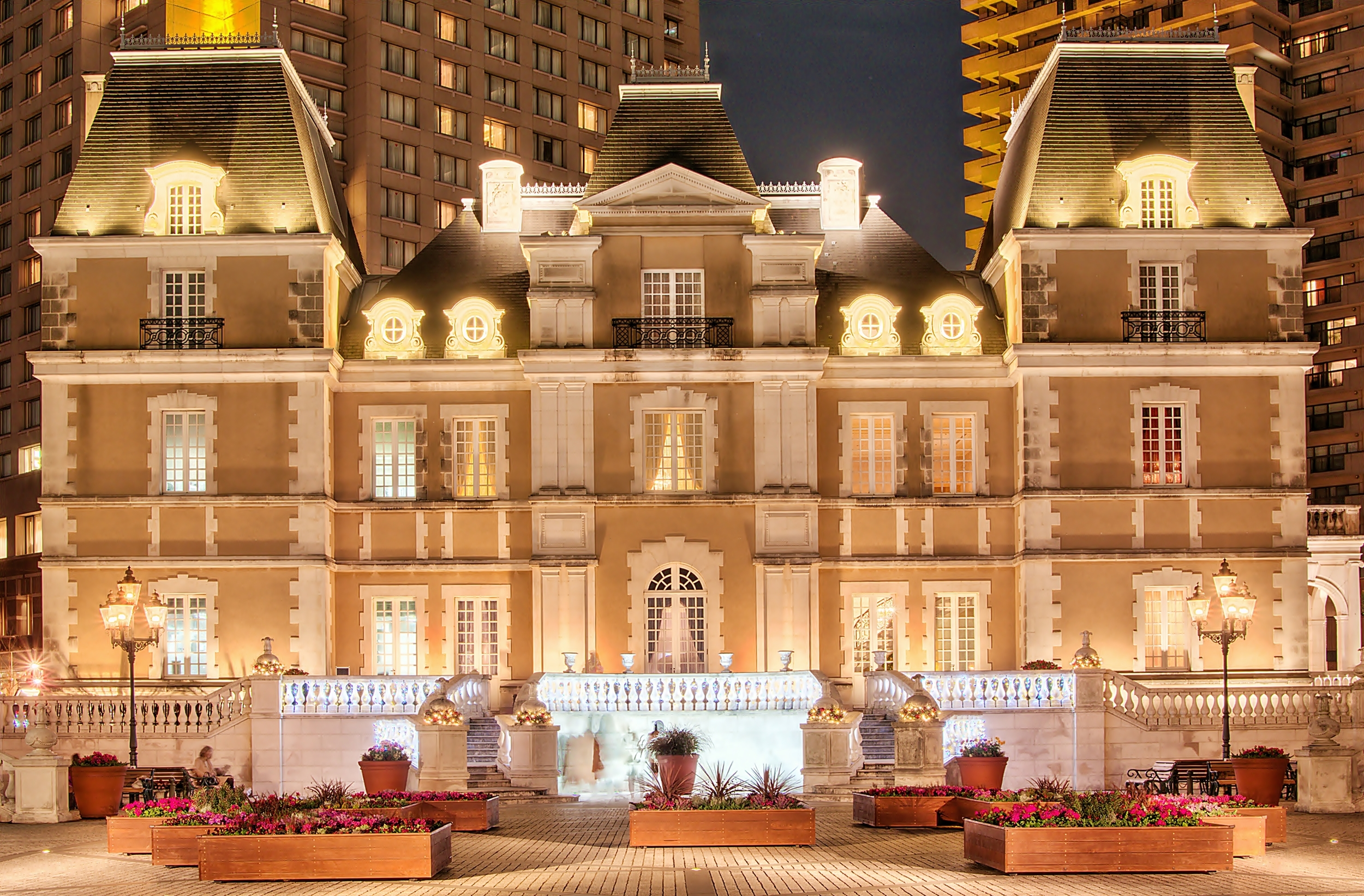
恵比寿ガーデンプレイスの「シャトーレストラン　ジョエル・ロブション」

- 1945年4月7日： ヴィエンヌ県ポワティエ生まれ。
- 1960年： ホテル・レストラン「ルレ・ド・ポワティエ（Relais de Poitiers）」の見習いになる（15歳）。
- 1966年： 「コンパニョン・ド・トゥール・ド・フランス（Compagnon du Tour de France）： フランス遍歴同業者組合」加入。
  - 「ル・ベルクレー（le Berkeley）」入店。同僚にアラン・サンドランス（Alain Senderens）、アンリ・フォージュロン（Henri Faugeron）がいた。ここでジャン・ドラベーヌ（Jean Delaveyne）に会い、ヌーヴェル・キュイジーヌ（nouvelle cuisine）に目覚める。
- 1974年： 「オテル コンコルド・ラ・ファイエット（Hotel Concorde La Fayette）」総料理長就任。
- 1976年： ポール・ボキューズ（Paul Bocuse）の招きで初来日し、日本のシンプルな盛り付けと重くないソースに影響を受ける。
- 1978年： 「オテル ニッコー・ド・パリ（Hotel Nikko de Paris）： レ・セレブリテ（Les Celebrites）」料理部門長就任。
- 1981年： 「レ・セレブリテ」がミシュラン2つ星になる。
  - 12月： 独立し、パリ16区ロンシャン通りに「ジャマン（Jamin[11]）」開店。
- 1982年3月： ミシュラン1つ星。
- 1983年： ミシュラン2つ星。
- 1984年： ミシュラン3つ星を史上最短で獲得。
- 1994年
  - 1月： 「ジャマン」を移転・拡大し、店名も「ジョエル・ロブション」に改める。
  - 10月： 東京・恵比寿シャトーレストラン「タイユバン・ロブション（Taillevent Robuchon）」プロデュース。
- 1996年
  - 7月： 「最高の状態でやめたい」と言って「ジョエル・ロブション（Joel Robuchon）」を閉店、現役を引退。以降はレストランのプロデュース業と後進の育成に専念する。彼は以前より、「料理人は50歳を過ぎると腕が衰えてくる。だから、自分は50歳になったら現役を引退するつもりだ」と宣言しており、それを実行する形となった。
  - 10月： 「ラストール」顧問就任。自身のプロデュース・出演によるテレビ番組"CUISINEZ COMME UN GRAND CHEF"放映開始。
- 2001年2月： マカオ・リスボアホテル「Robuchon a Galera」プロデュース。
- 2003年
  - 4月： 東京・六本木ヒルズに「ラトリエ・ドゥ・ジョエル・ロブション（L'ATELIER de Joel Robuchon）」開店。
  - 5月： パリ・ロワイヤルホテルに「ラトリエ・ドゥ・ジョエル・ロブション」開店。現役に復帰する。
- 2004年
  - 4月： 東京・日本橋髙島屋に「ル・カフェ・ドゥ・ジョエル・ロブション（LE CAFE de Joel Robuchon）」開店。
  - 12月： 東京・恵比寿に「シャトーレストラン ジョエル・ロブション」をリニューアルオープン。
- 2005年9月： ラスベガス MGM Grand Hotel に「ラトリエ・ドゥ・ジョエル・ロブション」（ラスベガス版で二つ星）「ジョエル・ロブション」（ラスベガス版で三ツ星）店。
- 2006年
  - 8月： Four Seasons Hotel New York に「ラトリエ・ドゥ・ジョエル・ロブション」開店。現在、閉店。
  - 9月： ロンドンに「ラトリエ・ドゥ・ジョエル・ロブション」開店。現在、閉店。
  - 11月： 香港に「ラトリエ・ドゥ・ジョエル・ロブション」開店。現在、３つ星。※ラトリエの３つ星は、世界でここ１軒だけ。
- 2007年
  - 5月30日: 松坂屋名古屋本店に、レストラン「ラ・ターブル・ドゥ・ジョエル・ロブション」(LA TABLE de Joel Robuchon)開店。2011年6月閉店。
  - 9月26日: 松坂屋名古屋本店に、ブランジュリー&パティスリー「ラ・ブティック・ドゥ・ジョエル・ロブション 名古屋店」(LA BOUTIQUE de Joel Robuchon  Nagoya)開店。2011年6月閉店。
- 2018年
  - 8月6日: スイスのジュネーブで死去した[12][4]。73歳没[4]。がんを患っていたという[4]。

### ロブションと日本
上述したように、1990年代以降は特に日本での活動が活発で、彼が日本のフランス料理界に与えた影響は大きいものであったが、一方でロブションは、日本そして和食と和食文化をこよなく愛した一人でもあった。彼が発案したといわれ、今や世界的な広がりをもつに至ったオープンキッチンのスタイルも、ロブションが割烹や寿司屋などで学び得た発想を基にしているという。

## 料理のスタイル
ジャン・ドラベーヌを生涯の師と呼び、アラン・シャペル、シャルル・バリエからも強い影響を受けて、ヌーベルキュイジーヌの新たな料理法に取り組むようになった。
ジョルジュ・プラリュから真空調理法を紹介され、その後、電車内の高級レストランの調理法として採用することになった。それ以来、真空調理法を評価して研究を行っている。分子ガストロノミーに対しては批判的である。

## 叙勲・受賞歴
- Commandeur dans l'Ordre du Merite Agricole（農事功労勲章 コマンドール）
- Officier dans l'Ordre des Arts et des Lettres（芸術文化勲章 オフィシエ）
- Officier dans l'Ordre National du Merite（国家功労勲章 オフィシエ）
- Officier dans l'Ordre de la Legion d'Honneur（レジオン・ド・ヌール勲章 オフィシエ）
- 1990年： ゴー・ミヨ 今世紀の料理人
- 1987年： シェフ・オブ・ザ・イヤー
- 1985年： Hachette賞
- 1976年： MOF（仏最優秀職人賞）取得、フランクフルト料理オリンピック金賞
- 1974年： ウィーン国際コンクール金賞
- 1972年： 仏料理アカデミー・ナショナル・トロフィー
- 1970年： Pierre Taittinger賞
- 1969年： 共和国大統領 Vase de Sevres賞、Prosper Montagne賞

他多数

## 著作
- 『ロブション自伝』中央公論新社、2008年。ISBN 4122049997